# Micropraonetha
Micropraonetha is een kevergeslacht uit de familie van de boktorren (Cerambycidae). De wetenschappelijke naam van het geslacht werd voor het eerst geldig gepubliceerd in 1939 door Breuning.

## Soorten
Micropraonetha omvat de volgende soorten:
- Micropraonetha carinipennis Breuning, 1939
- Micropraonetha multituberculata Breuning, 1982